# Haft Sîn bord
Haft Sin (هفت سین) eller de 7 s'er er Nowruz' hovedtradition. Haft Sin bordet inkluderer 7 genstande, som specifikt starter med bogstavet s eller sin (س) i det persiske alfabet. Disse genstande svarer til 7 skabelser og hellige udødelige beskytter dem. Oprindeligt kaldt Haft Chin (هفت چین), har navnet udviklet sig til Haft Sin. Traditionelt forsøger familier at skabe et smukt Haft Sin bord som overhovedet muligt.
Haft Sin genstandene er:
1. sabze – hvede, almindelig byg, eller linser som vokser på en tallerken – symboliserer genfødsel.
2. samanu – en sød budding lavet af hvedekim – symboliserer overflod.
3. senjed – tørret frugt fra smalbladet sølvblad – symboliserer kærlighed.
4. sir – hvidløg – symboliserer medicin.
5. sib – æbler – symboliserer skønhed og sundhed.
6. somaq – sumakbær – symboliserer solopgangens røde farve.
7. serke – eddike – symboliserer alder og tålmodighed.
Andre genstande på bordet kan være:
- Sonbol – hyacint.
- Sekke – mønter – rigdommens repræsentant.
- Traditionelle iranske kager som baghlava, toot og naan-nokhodchi.
- Tørrede nødder, bær og rosiner (Aajeel).
- Stearinlys (oplysning og lykke).
- Et spejl (symboliserer renlighed).
- Pyntede æg, nogle gange til ethvert familiemedlem (frugtbarhed).
- En bowle med vand med en guldfisk (Pisces' tegn liv inden livet, når solen går ned).
- En bowle med vand med en appelsin i (jorden som flyder i rummet).
- Rosevand for dets magiske rense styrke.
- Irans nationale flag for en patriotisk berørelse.
- En hellig bog (f.eks. Avesta).

## Eksempler på andre Haft Sin borde
- En Haft-sin bord
- Et andet Haft-sin bord

## Eksterne Henvisninger
- Traditionelle iranske borde, som inkluderer Haft Sîn Arkiveret 13. december 2007 hos  Wayback Machine (engelsk) og (persisk)

| Mad og drikke | Spire Denne artikel om mad og drikke er en spire som bør udbygges. Du er velkommen til at hjælpe Wikipedia ved at udvide den. |